# Hinduizm

OM – zapis sylaby będącej symbolem hinduizmu

Swastyka hinduistyczna

Hinduizm – określenie zbiorcze na grupę wierzeń religijnych, wyznawanych głównie na Półwyspie Indyjskim.
Rozmaite odłamy hinduizmu wyznaje ponad 1 miliard ludzi, z których ok. 910 milionów mieszka w Indiach i Nepalu (łącznie). Inne państwa ze znacznym odsetkiem hinduistów to: Bangladesz, Sri Lanka, Pakistan, Indonezja, Singapur, Gujana, Surinam, Fidżi, Mauritius, Trynidad i Tobago, Republika Południowej Afryki. W związku z tym hinduizm, traktowany zbiorczo, jest trzecią pod względem liczby wyznawców religią świata.
Istnieje bardzo wiele odłamów hinduistycznych, różniących się zarówno wierzeniami na temat bogów, jak i praktykami. Ich wyznawców łączą przede wszystkim:
1. szacunek dla świętych ksiąg – Wed
2. wiara w reinkarnację
3. wiara w prawo akcji i reakcji (karma)
4. dążenie do wyzwolenia, różnie rozumianego przez poszczególne odłamy

Duże różnice doktrynalne powodują duże trudności ze zdefiniowaniem hinduizmu.
Różne odłamy hinduizmu zawierają cechy monoteizmu, monizmu, panteizmu, henoteizmu, panenteizmu, politeizmu czy nawet ateizmu. Generalnie hinduizm uznaje, że każda wiara, która prowadzi do bogów, jest dobra.
W hinduizmie istnieje wiara w bóstwa – dewy (bóstwa męskie) i dewi (bóstwa żeńskie), które są zwykle traktowane albo jako emanacje nadrzędnego boga lub (rzadziej) jako istoty niższe (odpowiedniki aniołów w religiach abrahamowych). Ich przeciwnikami są źli asurowie.
Hinduizm ma ogromny zbiór świętych pism. Dzieli się je na śruti – literaturę wedyjską – Wedy oraz smryti – literaturę początkowo niekanoniczną, w skład której wchodzą eposy: Ramajana i Mahabharata (w tym na szczególną uwagę zasługuje jedna z jej ksiąg – Bhagawadgita), Purany oraz Manusmryti. Istnieją również inne księgi uznawane za święte tylko przez niektóre hinduistyczne odłamy bądź ruchy religijne. Dla części hinduistów kanon świętych ksiąg jest w dalszym ciągu otwarty, a nawet w niektórych nurtach za święte uznawane są święte teksty innych wyznań.
Z reguły za symbol religii hinduistycznej uważa się znak: „OM”. Czasami też symbolem hinduizmu jest swastyka hinduistyczna. Z hinduizmu (i poprzedzającego go braminizmu) wywodzi się wiele innych religii, m.in. buddyzm, dźinizm, sikhizm, adźiwikowie (pośrednio).
Dawniej hinduizm badano głównie jako strukturę opozycyjną do uniwersalistycznych religii Indii (buddyzmu czy islamu), zwracając uwagę głównie na to, że nie ma on jednolitej struktury organizacyjnej, formy kultu i doktryna są zmienne i płynne, nie ma rozbudowanych, uniwersalnych instytucji. Obecnie zwraca się jednak uwagę na to, że obraz akcentujący wyłącznie te czynniki nie jest pełny i w dużej mierze wywodzi się ze światopoglądu angielskich kolonizatorów, którzy uważali, że umysłowość indyjska nie jest zdolna do tworzenia jakiejś własnej, osobnej i trwałej organizacji społecznej. Skutkiem tego stanu rzeczy jest także to, że niewspółmiernie rozwinięte są badania nad tradycjami aryjską i bramińską (w tym tradycjami wedyjską, bramińsko-teologiczną i filozoficzną) w dziejach hinduizmu, podczas gdy badania nad elementami tubylczymi i współczesnymi ciągle pozostają w pewnej mierze zaniedbane. Istnieją wciąż także duże luki w badaniach nad hinduizmem na południu Indii.

## Etymologia
Perski termin Hindu pochodzi od sanskryckiego słowa Sindhu oznaczającego rzekę Indus i wykorzystany był przez perskich geografów do określania ludów mieszkających za tą rzeką. Terminy Hindu i Hindoo wykorzystane były przez Brytyjczyków pod koniec XVIII wieku w odniesieniu do mieszkańców Hindustanu. Wkrótce określenie Hindu zaczęło się odnosić do każdego Indusa (w sensie: mieszkańca Indii) wyznania innego niż islam, chrześcijaństwo, sikhizm i dżinizm. Około 1830 r. Brytyjczycy przez dołączenie do słowa Hindu przyrostka ism i utworzyli używaną dziś nazwę hinduizm (w angielskiej formie jako Hinduism). W pierwszej połowie XIX wieku termin ten rozpowszechnił się w Europie dla przeciwstawienia religii indyjskich buddyzmowi i dżinizmowi. Sami wyznawcy na określenie swojej religii używają nazwy sanātanadharma, czyli odwieczny porządek.

## Wierzenia

### Koncepcja bogów i sił wyższych
Z uwagi na to, że hinduizm nie jest jednolitym zbiorem wierzeń, z jasno zdefiniowaną doktryną, można w obrębie hinduizmu napotkać różne poglądy na naturę bóstwa. Odłamy hinduizmu zawierają cechy monoteizmu, monizmu, panteizmu, henoteizmu, panenteizmu, a nawet, według niektórych, szeroko pojmowanego politeizmu czy ateizmu. Upaniszady, Wedy i inne święte księgi hinduistyczne takie jak Bhagawadgita czy Bhagawatapurana prezentują pogląd, że istnieje tylko jeden absolut (co często - mylone z bogiem nadrzędnym - uważane jest za henoteizm). Hinduizm określany jest przez niektórych mianem „pseudopoliteizmu”; według tego poglądu pod powierzchowną warstwą wielobóstwa kryje się warstwa henoteistyczna (bóg nadrzędny i jego emanacje, czyli wcielenia). We współczesnym (dziewiętnasto- i dwudziestowiecznym) hinduizmie jego przedstawiciele, tacy jak Ramakryszna, Mahatma Gandhi, Ramana Mahariszi, Paramahansa Jogananda, Swami Rama czy Sathya Sai Baba nauczali i nauczają henoteistycznych koncepcji boga nadrzędnego.

#### Dewy i dewi

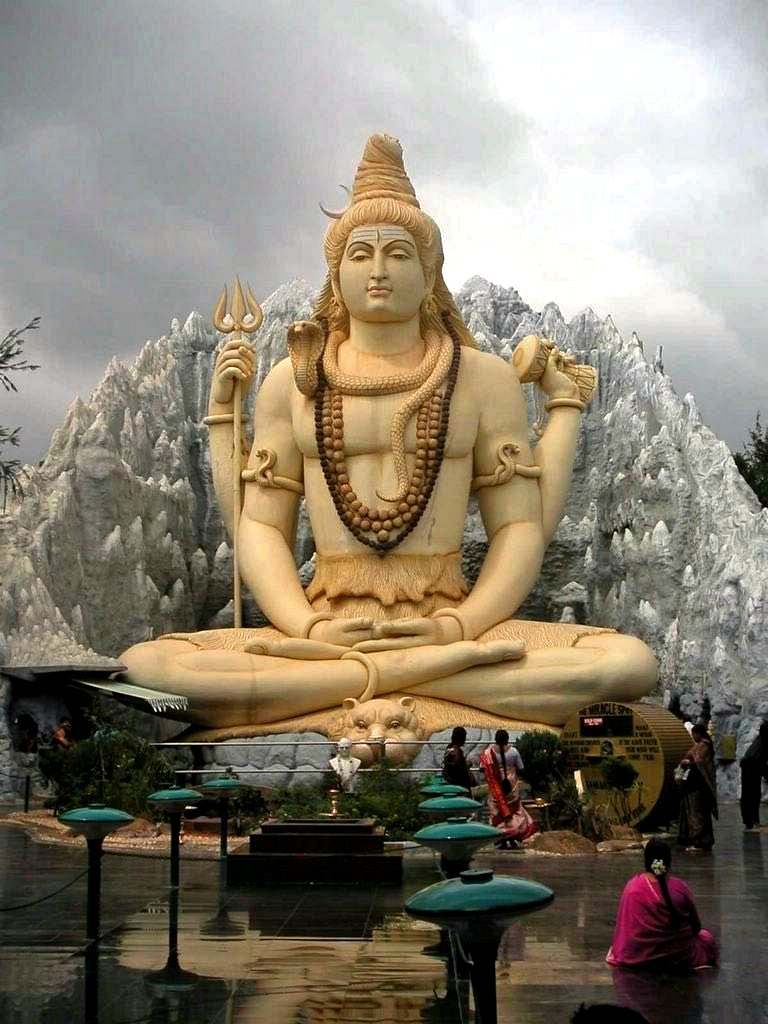
Śiwa jako medytujący jogin i asceta

W hinduizmie istnieje wiara w bóstwa (sanskryt dewa – bóstwa męskie np. Brahma, Wisznu, i dewi – bóstwa żeńskie, np. Saraswati), które w większości odłamów hinduizmu traktowane są jako różne postacie i emanacje boga nadrzędnego bądź też jako istoty astralne, niższe od boga nadrzędnego (podobnie jak anioły w chrześcijaństwie czy islamie). Hinduizm ma najbogatszy panteon ze wszystkich religii. Bóstwa te mają znaczenie mocno symboliczne, w dużej mierze zależne od regionu, w którym są czczone. Każda z głównych grup wierzeń w hinduizmie uznaje swojego dewa za przejaw Absolutu/Brahmana lub Iśwarę (osobowego boga nadrzędnego) (czy też jego głównego awatara). Najpowszechniejsze są kulty Wisznu (w tym jego Awatarów) i Śiwy oraz Dewi. Także prawie wszyscy hinduiści modlą się do Ganeśy, rzadko czci się go jednak jako przejaw boga nadrzędnego.
Powyższe bóstwa uzyskały obecny status w połowie I tysiąclecia p.n.e. i zastąpiły bogów drugiej generacji (np. Indra, Waruna), które z kolei były następcami bogów panindoeuropejskich.
W hinduizmie istnieją także miliony innych dewów i dewi. Kulty większości z nich mają charakter lokalny. Ich przedstawienia są ściśle symboliczne.

#### Awatarowie

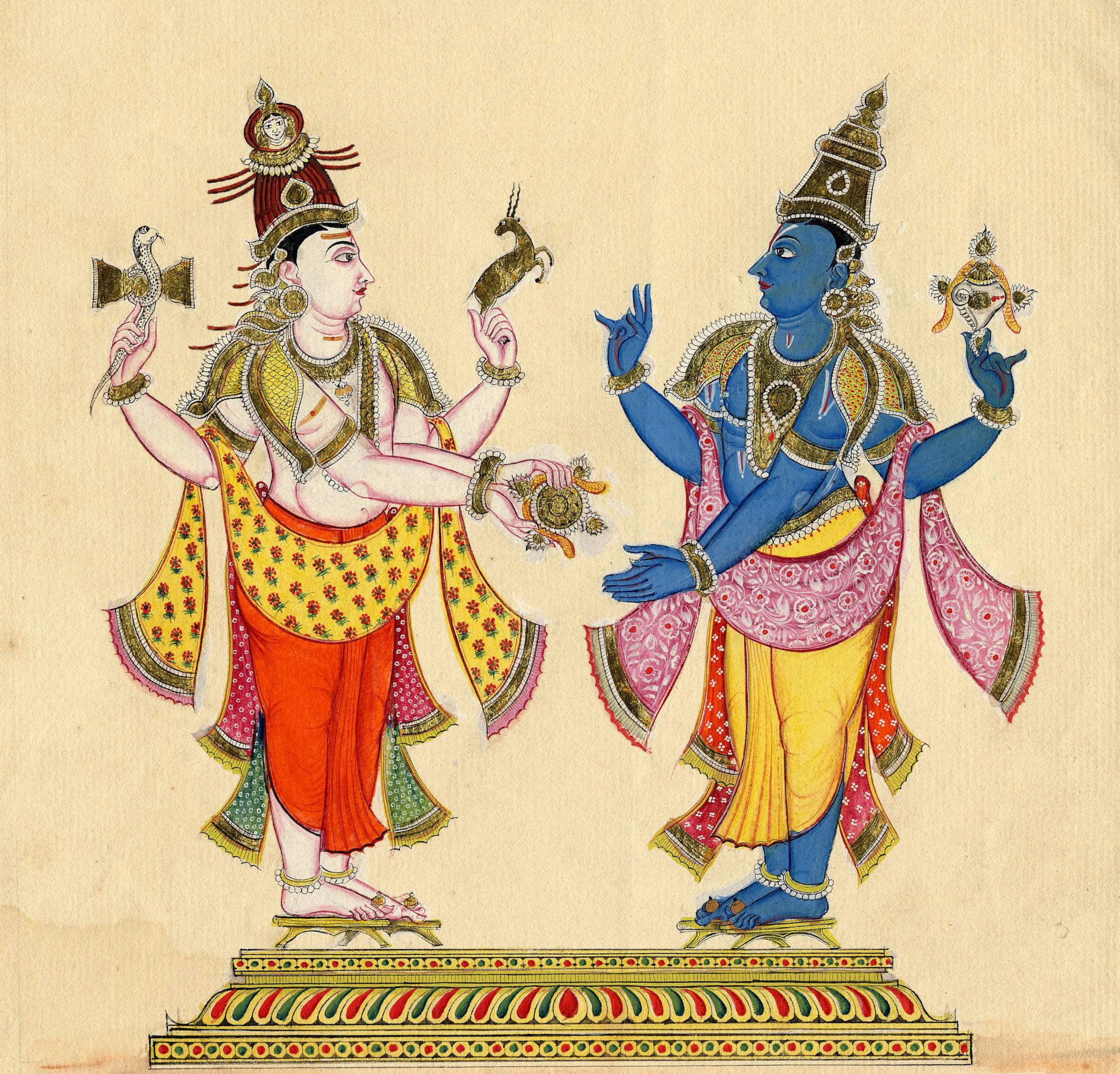
Wisznu i Śiwa

Hinduiści wierzą, że bóg nadrzędny lub bogowie zstępują na Ziemię co kilka tysięcy lat jako awatara, aby wypełnić ważną misję – uratować świat przed upadkiem moralnym (np. Rama lub Kryszna). W przypadku niektórych awatarów (tu chodzi głównie o Buddę) nie ma jasności co do dokładnej misji jaką mieli wypełnić.
Dla większości hinduistów najważniejsze znaczenie ma dziesięciu głównych awatarów (Daśawatarów) Wisznu:
1. Matsja – pod postacią ryby
2. Kurma – pod postacią żółwia
3. Waraha – pod postacią dzika
4. Narasinha – pod postacią pół-człowieka pół-lwa
5. Wamana – pod postacią karła
6. Paraśurama – pod postacią człowieka
7. Rama – pod postacią księcia Ajodhji
8. Kryszna – pod postacią człowieka, urodzonego w rodzinie pasterzy krów, który w przyszłości zostaje władcą
9. Budda – pod postacią człowieka, jednak część hinduistów uważa, że dziewiątym awatarem był Balarama (który zstąpił na Ziemię razem z Kryszną)
10. Kalkin – pod postacią jeźdźca (na białym koniu), którego przyjście ma zwiastować koniec obecnej Kali jugi; większość hinduistów oczekuje na jego przybycie, jednak niektóre odłamy hinduistyczne uważają, że ono już nastąpiło

Zdecydowanie najbardziej czczeni spośród wyżej wymienionych awatarów są Rama i Kryszna.
Pojawiają się też awatary dewów i dewi innych niż Wisznu, są jednak mniej popularne.

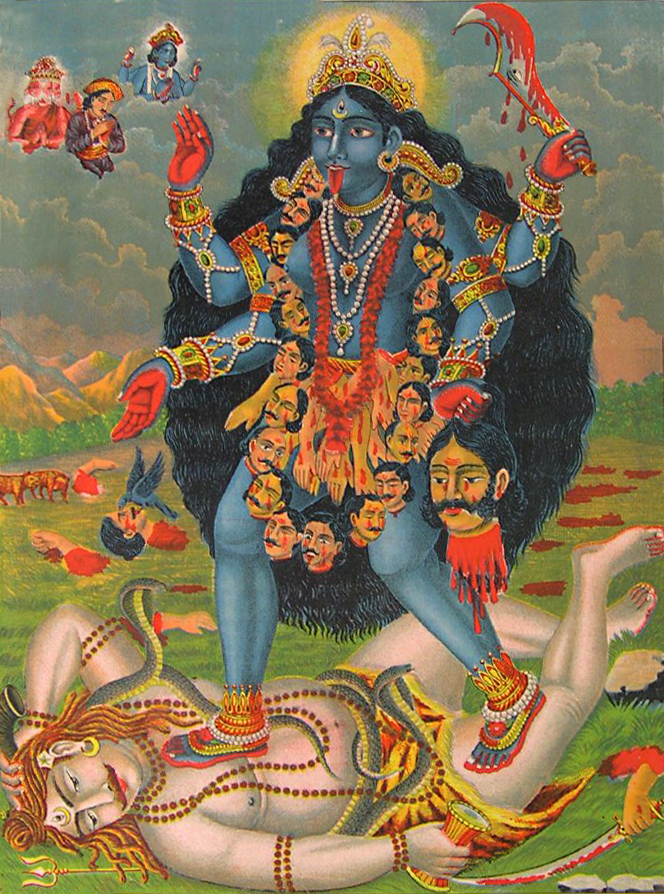
Kali

Zdarza się także, że inne osoby uważane są za awatarów częściowych, na przykład: Wjasa czy Tukaram. Ponadto istnieje wiele hinduistycznych ruchów religijnych, według których przywódcy religijni (głównie dziewiętnasto- i dwudziestowieczni) są awatarami.

### Koncepcje duszy
Według hinduizmu dusza jest nieśmiertelna. Dotyczy to zarówno ludzi, jak i zwierząt, roślin i przedmiotów. Przechodzi ona serię wcieleń aż do osiągnięcia mokszy, co jest bardziej szczegółowo omówione w tym artykule w sekcji Reinkarnacja, karma i sansara.
Zgodnie z hinduizmem dusza została stworzona na podobieństwo bogów, różni się od niego tym, że jeszcze nie jest doskonała, natomiast bogowie tak. Może ona jednak osiągnąć doskonałość i pełne zespolenie z bogami.

### Reinkarnacja, karma i sansara
W hinduizmie powszechna jest wiara w reinkarnację. Według hinduistów dusza przechodzi przez coraz wyższe postacie – od przedmiotu, przez postać rośliny, zwierzęcia, człowieka (i jeszcze parę wyższych) po zjednoczenie i stopienie się z Brahmanem (bogiem nadrzędnym, absolutem) raz na zawsze. W skrajnych przypadkach (za karę za popełnienie poważnych zbrodni) dusza może przybrać postać niższą.
Losy duszy (w tym postać, którą przybierze w następnym życiu) warunkowane są przez czyny – poprzez każdy czyn dusza zbiera określoną (dobrą lub złą, zależnie od czynów) karmę, której rezultatem są sukcesy i szczęście lub cierpienia. Gdy te nastąpią, wtedy karma się spala.
Wędrówka dusz, w którą wierzą hinduiści, nazywa się sansarą. Hinduiści dążą do jej zakończenia i zjednoczenia się na zawsze z bogiem nadrzędnym (Brahmanem), co jest możliwe poprzez jedną z trzech dróg – bhaktijogę (miłość i oddanie), dźńanajogę (zdobywanie mądrości duchowej) lub karmajogę (bezinteresowne działanie).
Reinkarnacja opisana jest w Bhagawadgicie:
Duch porzuca zużyte ciało, by nowe przyoblec, jak człowiek co odzież znoszoną na świeżą zamienia (Bhagawadgita 2:22).

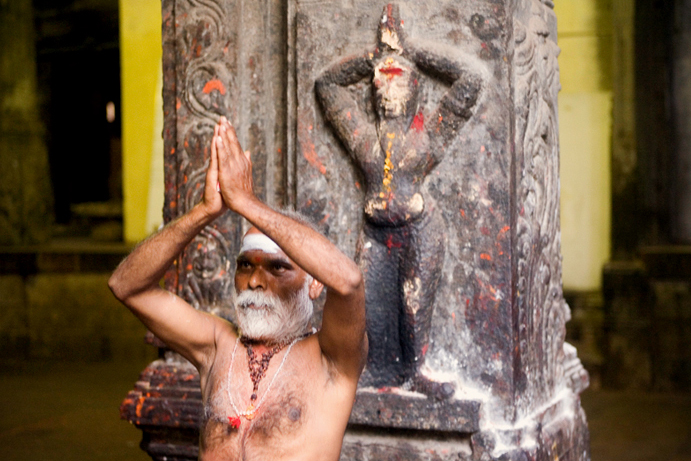
Namaste

### Ezoteryka i mistyka
Zgodnie z większością mistycznych systemów hinduistycznych w ciele człowieka znajduje się siedem głównych ośrodków energii zwanych ćakramami. Każdy z nich odpowiedzialny jest za określone umiejętności i cechy.
Spotykany wśród hinduistów jest także pogląd, że dusze człowieka otaczają trzy ciała, powłoki – ciało fizyczne, ciało astralne i ciało przyczynowe. Zostały one uszeregowane w kolejności od najgęstszej do najmniej gęstej.
Wielu hinduistów wierzy też, że istnieją trzy wszechświaty: materialny, astralny i przyczynowy, każdy z nich jest mniej gęsty od poprzedniego.

### Stworzenie wszechświata i eschatologia
W obrębie hinduizmu można spotkać dwa różne poglądy na ten temat: monistyczny i dualistyczny. Według pierwszego świat jest tworzony przez bogów cały czas. Według drugiego (zakładającego istnienie trzech osobnych jednostek: bogów, dusz i materii) świat był raz stworzony, gdy bogowie ułożyli materię w odpowiednie kształty. Wysnuwano w świętych pismach hinduizmu różne teorie na temat tego w jaki sposób powstał wszechświat – według niektórych powstał ze złotego jaja, według innych ze związku seksualnego itp.
Według hinduizmu, pod koniec kalpy wszechświat zostanie zniszczony, a potem po okresie kolejnej kalpy nowy wszechświat będzie powołany do życia. W momencie zniszczenia wszechświata następuje mahapralaja, czyli „wielkie rozwiązanie”. Inny pogląd, powszechny wśród śiwaitów głosi, że wszechświat jest nieustannie niszczony i powoływany do życia (symbolem tego jest taniec Śiwy-Nataradźy).

### Podział czasu
Według hinduizmu czas się dzieli na cztery ery, czyli jugi: Kritajugę (zwaną też Satjajugą), Tretajugę, Dwaparajugę i Kalijugę. Satjajuga jest uważana za erę najwyższej moralności, a podczas następnych następuje spadek moralności ludzi, aż do Kalijugi, gdzie moralność jest na najniższym poziomie. Według większości hinduistów obecną erą jest Kalijuga. Kritajuga trwa cztery tysiące lat, Tretajuga trwa trzy tysiące lat, Dwaparajuga dwa tysiące lat, a Kalijuga tysiąc lat, z tym, że jest to podawane w latach boskich (z których każdy jest 360 razy dłuższy od roku ludzkiego). Czas każdej z tych jug trwa dodatkowo o „zmierzch” i „poranek” trwający jedną dziesiątą głównego czasu trwania każdej jugi. Wszystkie jugi (razem ze zmierzchami i porankami) składają się na Mahajugę trwającą dwanaście tysięcy boskich lat. Tysiąc Maha jug składa się na jedną kalpę (zwaną też „dniem Brahmy”), czyli okres trwania jednego wszechświata.

### Czas i przeznaczenie
Astrologia jest żywa przede wszystkim wśród ludu, ma jednak swoje uzasadnienie w bramińskiej koncepcji przeznaczenia i bóstw planetarnych. Europejskiemu „przeznaczeniu” odpowiada hinduski dajwam – związany jest on ściśle z położeniem planet w dniu narodzin, dlatego też analiza omenów może umożliwić odczytanie przyszłości. Astrologią zajmują się przeważnie osoby należące do najniższych kast bramińskich, układ gwiazd ma jednak duże znaczenie (w okresie braminizmu o wiele większe niż obecnie) także dla rytuałów ofiarnych. Bramini na podstawie układu gwiazd ustalają momenty właściwe dla ofiar i innych rytuałów – rytuałów przejścia (samskara) i wszystkich ważnych przedsięwzięć społecznych. Praktyka ta wywarła wpływy także na indyjski sposób rządów i prowadzenia wojen. Pierwsze kalendarze powstawały właśnie w tym celu w okresie wedyjskim, były one stopniowo uzupełniane o listy dni pomyślnych i niepomyślnych, daty świąt oraz zaćmień słońca i dat jego wejścia w kolejne znaki zodiaku indyjskiego. Miało to ogromne znaczenie dla rozwoju indyjskiej astronomii. W II w. n.e. kalendarze zostały uzupełnione o dokładne dane o pozycjach planet. W ten sposób ok. V w. ukształtował się indyjski kalendarz rytualny oparty na cyklach 5-letnich, zwany pańćanga. Kalendarz ten z pewnymi korektami do dziś służy do ustalania dat obrzędów i rytuałów w świątyniach indyjskich. Do późniejszych zapożyczeń należą mezopotamski dzień lunarny (tithi) i greko-rzymski cykl 60-letni oparty na cyklach planety Jowisz. Kalendarz 60-letni dorównywał dawniej popularnością 5-letniemu (co poświadcza arabski Al-Biruni z XII w.), obecnie jednak jest niemal zapomniany na Północy, a używany lokalnie w świątyniach Południa. Mimo tego oblicza się według niego nadal dzień ważnego święta Kumbhamela.

## Etyka
Etyka hinduistyczna opiera się na kilku fundamentalnych założeniach:
- Wszyscy są sobie równi – niezależnie od wyznania, rasy, państwa, wieku, płci czy inteligencji. Są oni bowiem częścią bogów. Z teorią nie zgadza się jednak praktyka, gdyż:
  - system kastowy różnicuje prawa ludzi w zależności od ich pochodzenia społecznego,
  - jedno z podstawowych praw człowieka, czyli prawo do życia nie przysługuje wdowom (z wyjątkiem najmłodszej żony zmarłego mężczyzny),
  - w społeczeństwie hinduskim istnieje dość liczna grupa ludzi (10-15% populacji), określanych mianem „niedotykalni”, którym tradycyjnie nie przysługują żadne prawa.
- Należy stosować się do zasady ahinsa i nie krzywdzić żadnej istoty czynem, myślą ani słowem, nie licząc wyjątkowych przypadków, gdy to może być konieczne, aby obronić siebie lub kogoś innego.
- Bogów można czcić pod dowolną formą i imieniem.
- Każdą istotę zamieszkują bogowie.
- Należy spełniać swój obowiązek społeczny i religijny.

Z założeń tych wynika etyka hinduistyczna, która również jest wspólna dla wszystkich kultów hinduistycznych. Etyka ta nazywana jest Dharmą i obejmuje ona swym zasięgiem nie tylko ludzi, ale także wszelkie istoty żywe. Jej podstawą są wartości takie jak miłość, współczucie i spokój, a także pokonanie pragnień i przywiązań, oddanie bogom (bhakti). Wspólny dla wszystkich hinduistów jest też szacunek dla świętych krów.

## Święte pisma

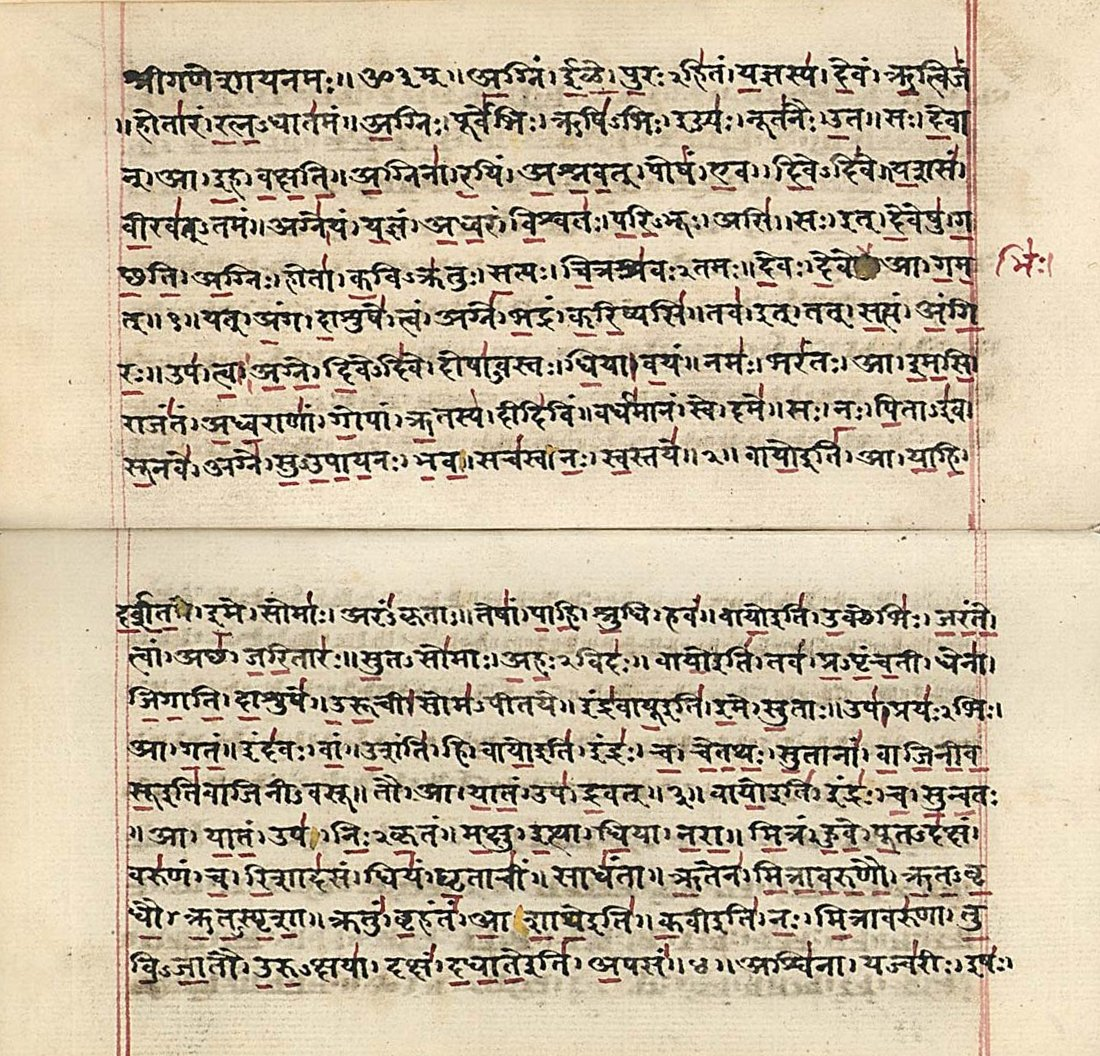
Strona z Rygwedy zapisana w sanskrycie

Święte księgi hinduizmu – Wedy – spisane zostały w sanskrycie. Składają się z czterech sanhit: Rygwedy (hymny do dewów) – powstałej najwcześniej, Samawedy (pieśni liturgiczne), Jadźurwedy (formuły przy składaniu ofiar) i Atharwawedy (pieśni czarodziejskie, wiedza zaklęć) – powstałej najpóźniej. Każda z sanhit ma jeszcze dwa teksty: Brahmany (traktaty rytualno-teologiczne) i Upaniszady (traktaty filozoficzne). Oprócz nich (Brahmanów i Upaniszad) wyróżnia się jeszcze Aranjaki, o treści mistyczno-alegorycznej, przeznaczone dla leśnych ascetów.
Większość hinduistów kieruje się świętą tradycją (smryti) przekazaną w dwóch eposach: Mahabharacie i Ramajanie. Pierwszy zawiera księgę dydaktyczną – Bhagawad Gitę, stanowiącą jedną z podstawowych elementów kultury indyjskiej. Ramajana to historia Ramy – siódmego awatary Wisznu i bohaterskiego królewicza. Oprócz tego istnieją jeszcze Purany, poruszające tematy takie jak mitologia, historia, tradycja, a także np. stworzenie świata. Ponadto do smriti należy także księga Manusmryti spisana przez Manu. Do smryti zalicza się również sutry.
Do innych świętych pism uznawanych tylko przez niektóre odłamy należą na przykład tantry (uznawane przez śaktów), agamy. W Indiach Południowych bardzo duże znaczenie kulturalno-religijno-społeczne ma księga Tirukkural, która spełnia tam bliźniaczo podobną rolę jak Biblia chrześcijańska w krajach zachodnich.
Według hinduistów święte księgi zostały spisane przez natchnionych przez bogów ryszich i jako takie bezpośrednio pochodzą od bogów.

## Historia

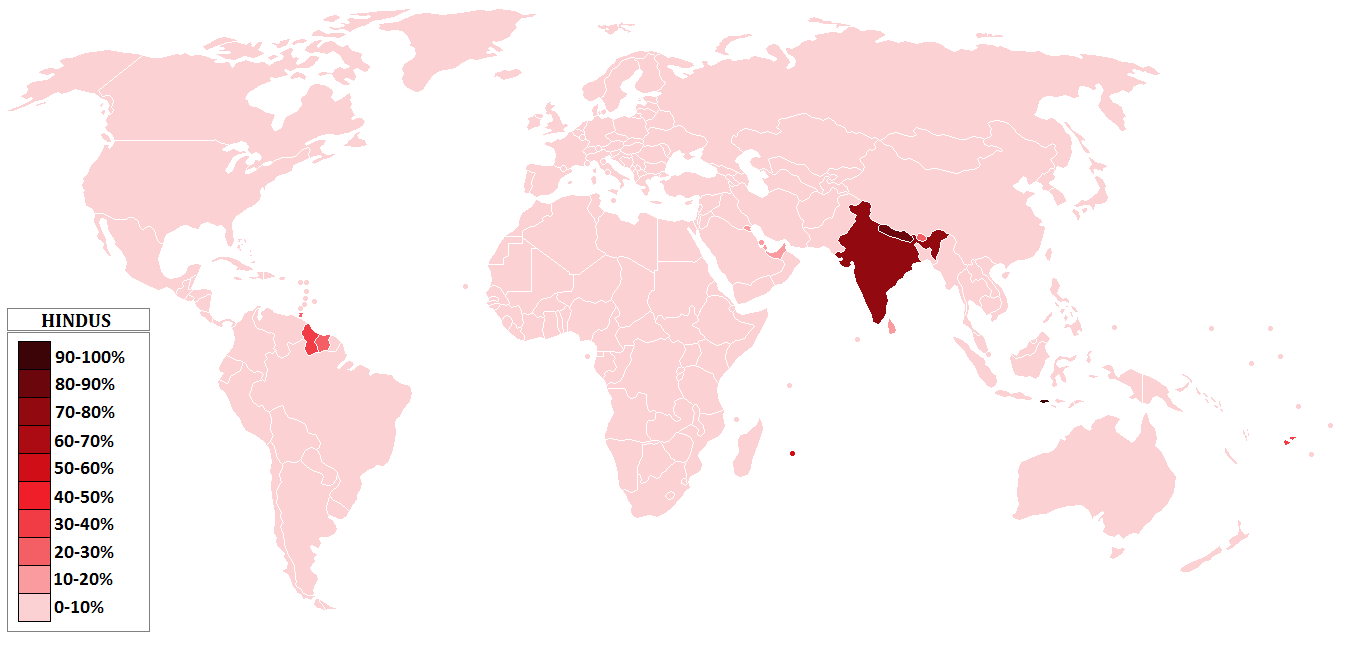
Hinduizm na świecie

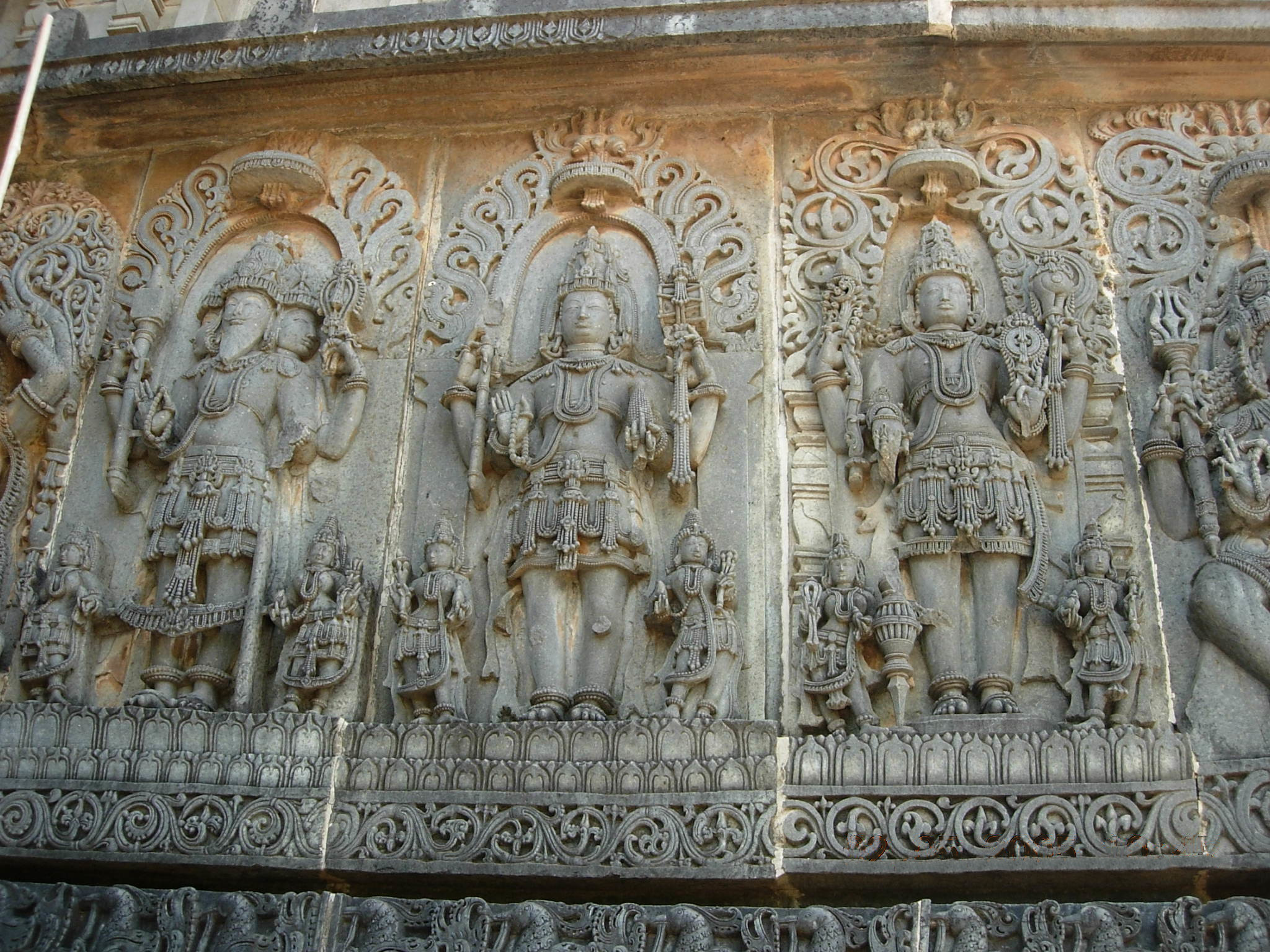
Przedstawienie Trimurti na ścianie hinduskiej świątyni Hojsaleśwar w Halebidu

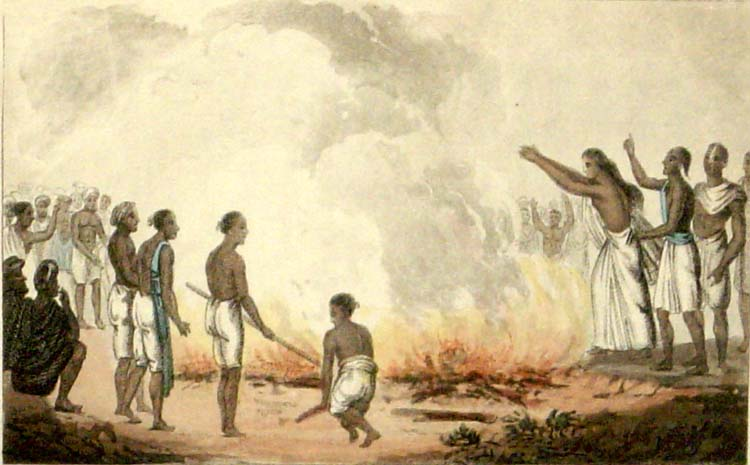
Ceremonia sati. Hinduska żona palona na stosie wraz ze zwłokami męża, 1820 rok

Hinduizm jest religią bez jednego głównego założyciela. Rozpoczął się razem z rozkwitem kultury Ariów w Indiach. Wówczas powstała Rygweda – najstarsza święta księga hinduizmu. Z czasem do kanonu świętych pism tej wiary dołączyły pozostałe Wedy oraz wiele innych tekstów religijnych (część z nich uznawana za święte tylko przez niektóre odłamy). Hinduizm jako religia powstał właśnie z Wed.
Hinduizm wyewoluował z braminizmu, który z kolei wyewoluował z wedyzmu. Wedyzm został przyniesiony do Indii przez Ariów (którzy już go wcześniej rozwinęli); był z początku religią politeistyczną, która przekształciła się później w henoteizm. W okresie braminizmu natomiast ukształtował się wyraźny podział społeczeństwa na cztery warny. Gdy powstawał hinduizm wówczas na szczyt panteonu wysunięto Wisznu i Śiwę, a dawniejsze bóstwa wedyjskie (Agni, Indra, Waruna, a także Brahma) spadły albo do roli bóstw pomniejszych lub całkowicie zanikły. Hinduiści byli w zasadzie podzieleni na wisznuitów (czczących Wisznu i jego awatary) oraz śiwaitów (czczących Śiwę). Członkowie każdego z tych odłamów uważali ich bóstwo za boga nadrzędnego, zatem hinduizm był henoteistyczny.
W VI wieku p.n.e. od hinduizmu zaczęły się wyodrębniać: buddyzm (założony przez Buddę) i dżinizm (założony przez Mahawirę), a także adźiwikowie. Z początku miały one zasięg wyłącznie lokalny (rejon Biharu) jednak wkrótce się rozpowszechniły na inne obszary, a nawet w przypadku buddyzmu – na całe Indie. Dżinizm natomiast pozostał popularny w Indiach południowych.

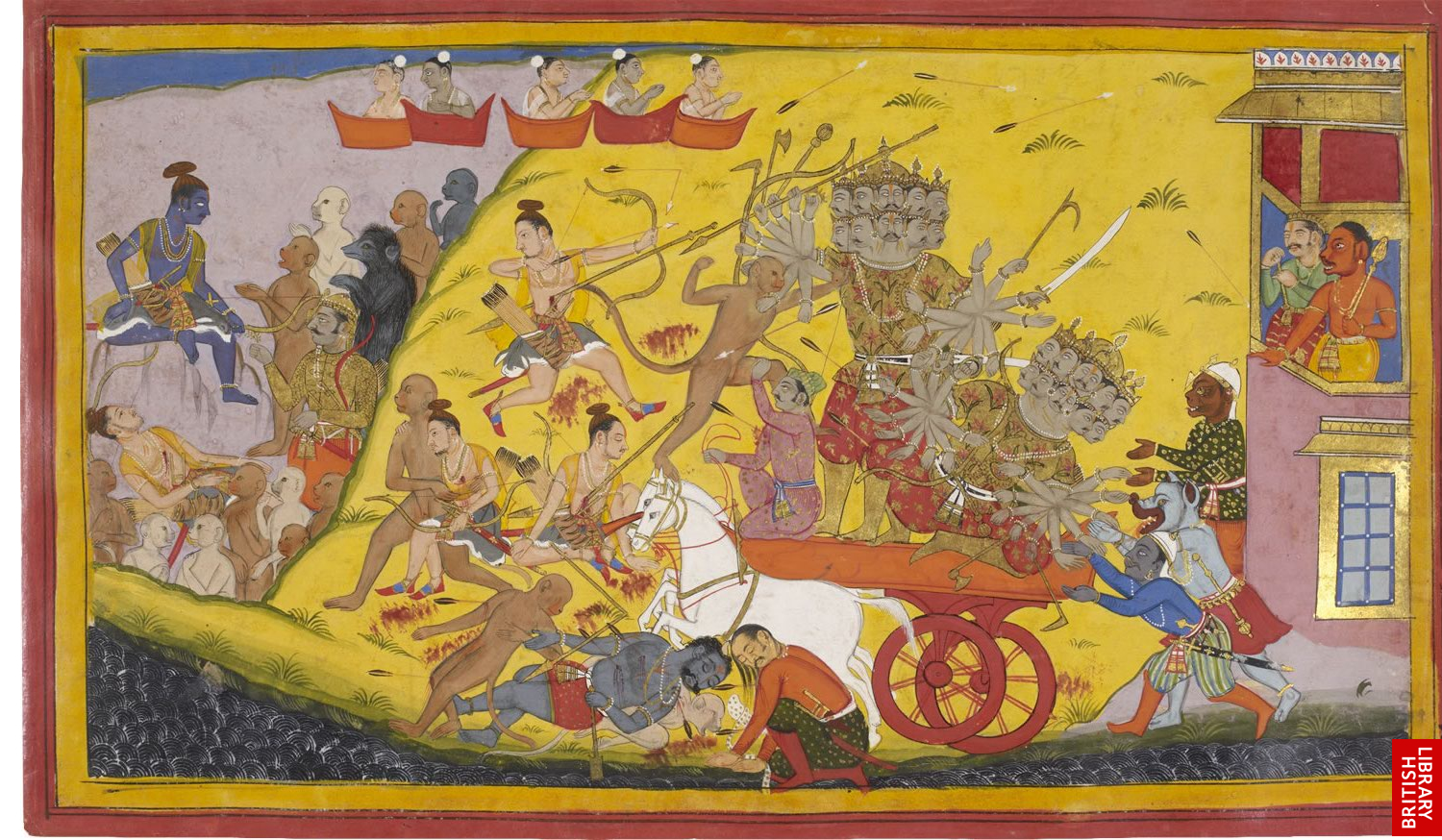
Ramajana

Hinduizm był główną religią Indii do czasu panowania króla Aśoki – buddysty żyjącego w III wieku p.n.e. rządzącego dużą częścią subkontynentu indyjskiego. Aśoka sprawił, że oficjalną religią jego państwa stał się buddyzm.
W I wieku p.n.e. zaczął się w Indiach kształtować ruch bhaktyzmu – powstały sampradaja bhagawatów (wisznuickie) i paśupatów (śiwaickie), który z początku bardziej polegał na czci niż na miłości czy oddaniu. Później, stopniowo wyłonił się czynnik miłości i związku emocjonalnego z czczonym bóstwem.
Na przełomie I i II wieku p.n.e. za sprawą misjonarzy hinduistycznych, hinduizm dotarł w dolinę Mekongu, gdzie szybko został główną religią Funanu, a z czasem rozprzestrzenił się na północ wśród ludów Czampy. Hinduizm khmerski był podobny do indyjskiego. Najważniejsze były kulty Brahmy, Wisznu i Śiwy, z tym że temu pierwszemu szybko przestano oddawać cześć i wznosić świątynie (podobnie jak w Indiach). Do innych ważnych dewów czczonych w Kambodży należeli: Agni, Skanda, Indra i Harihara.
Sytuacja (jeśli chodzi o główną religię Indii) odmieniła się w 320 roku, gdy Indiami zaczęła rządzić dynastia Guptów. Za ich sprawą hinduizm znowu stał się głównym wyznaniem Indii. Nie oznacza to jednak wcale, że wcześniej – gdy Indie były buddyjskie (od czasów panowania Aśoki) – hinduizm przestał istnieć czy osłabł. Wręcz przeciwnie, rozwijał się. Kwitła wówczas literatura hinduistyczna oraz utrzymywały się praktyki religijne i filozofia hinduistyczna.
W drugiej połowie pierwszego tysiąclecia n.e. rozpoczęła się „kontrreformacja” hinduizmu za sprawą braminów (po rozpowszechnieniu się w Indiach buddyzmu, który stał się główną religią). Istotną w niej rolę mieli ortodoksyjni filozofowie tacy jak na przykład monistyczny Adi Śankara – założyciel głównej i najbardziej wpływowej szkoły filozofii indyjskiej – Adwajtawedanty. Za sprawą tych filozofów hinduizm się znowu rozpowszechnił w Indiach, a buddyzm zaniknął prawie w całości. W południowych Indiach natomiast dużą rolę w wyparciu powszechnego tam dżinizmu (a także buddyzmu) mieli kontrreformatorzy śiwaiccy.
Rozwijały się później, po Śankarze (pod koniec pierwszego milenium i na początku drugiego) mniej ortodoksyjne ruchy religijne – mianowicie ruch bhakti, opowiadający się za oddaniem bogom i pełnym poddaniem się jego woli, zainspirowany Bhagawadgitą. Bhakti było charakterystyczne np. dla Ramanudźy co bardzo wpłynęło na wisznuizm. Mimo iż istniało już od dawna (bhakti pojawia się w pierwszym hymnie Rygwedy), w średniowieczu otrzymało podbudowę filozoficzną i nastąpił jego prawdziwy rozwój. Udział w nim miało także dwunastu alwarów (wisznuickich) i sześćdziesięciu trzech najanmarów (śiwaickich) – wędrownych świętych układających pieśni dewocyjne odpowiednio dla Wisznu i Śiwy. Od trzynastego do piętnastego wieku nastąpił w całych Indiach rozwój literatury dewocyjnej, pisanej nie w sanskrycie, lecz w językach lokalnych. Do najważniejszych jej twórców zalicza się postacie takie jak Tulsidas czy Mira Bai.
Popularność zaczął zdobywać także trzeci odłam hinduizmu – śaktyzm, polegający na kulcie Dewi, którego szczyt przypadł na średniowiecze, razem z rozwojem tantryzmu. Zaczął jednak później tracić popularność na rzecz wisznuizmu. Postacie Dewi przedostały się jednak, razem z ekspansją geograficzną tantryzmu, do Tybetu, a stamtąd do Azji północno-wschodniej i południowo-wschodniej.
W okresie średniowiecznym zaczął się również upowszechniać kult Ramy – siódmego awatary Wisznu.
W średniowieczu hinduizm nieco ucierpiał, co było spowodowane najazdami na Indie ze strony muzułmańskich władców. Niektórzy z nich (np. Aurangzeb) siłą nawracali hinduistów na islam, a inni (np. Akbar) nie ingerowali w sprawy religijne poddanych, a nawet starali się o dialog międzyreligijny. Jednak hinduiści mieli status dhimmi. Przybycie islamu spowodowało z drugiej strony liczne konflikty społeczne na tle religijnym. Zaczęły się także pojawiać wewnątrz hinduizmu nurty synkretyczne łączące hinduizm i islam takie jak gmina Kabira czy zwolennicy Ćaitanji Mahaprabhu.
W XVI wieku od hinduizmu wyodrębnił się sikhizm, jednak nie zachwiał jego pozycji – ograniczył się do rejonu Pendżabu, gdzie dziś żyje większość sikhów, którzy stanowią w tym stanie ok. 65% Pendżabczyków.
W późnym okresie nowożytnym i w dziewiętnastym wieku mimo inwazji brytyjskiej na Indie, wpływ myśli i religii europejskich na hinduizm był jednak marginalny.
W XIX i XX wieku myśl hinduistyczna zaczęła przechodzić zmiany, a to za sprawą myślicieli takich jak: Ramakryszna, Swami Wiwekananda, Ramana Mahariszi, Swami Dajananda Saraswati czy Ram Mohan Roy.
W dwudziestym wieku za sprawą przywódców religijnych i ruchów hinduistycznych takich jak Ramakryszna (i związana z nim organizacja Ramakrishna Math), Światowy Uniwersytet Duchowy Brahma Kumaris, Międzynarodowe Towarzystwo Świadomości Kryszny, Maharishi Mahesh Yogi, Swaminarajan, Towarzystwo Teozoficzne, Swami Wiwekananda, Sathya Sai Baba, Paramahansa Jogananda czy Osho zaczęła zachodzić diaspora hinduistyczna – i poza Azją jego wyznawcy zaczęli się rozprzestrzeniać na kraje Zachodu: do Europy, Ameryki i Afryki.

## Odłamy

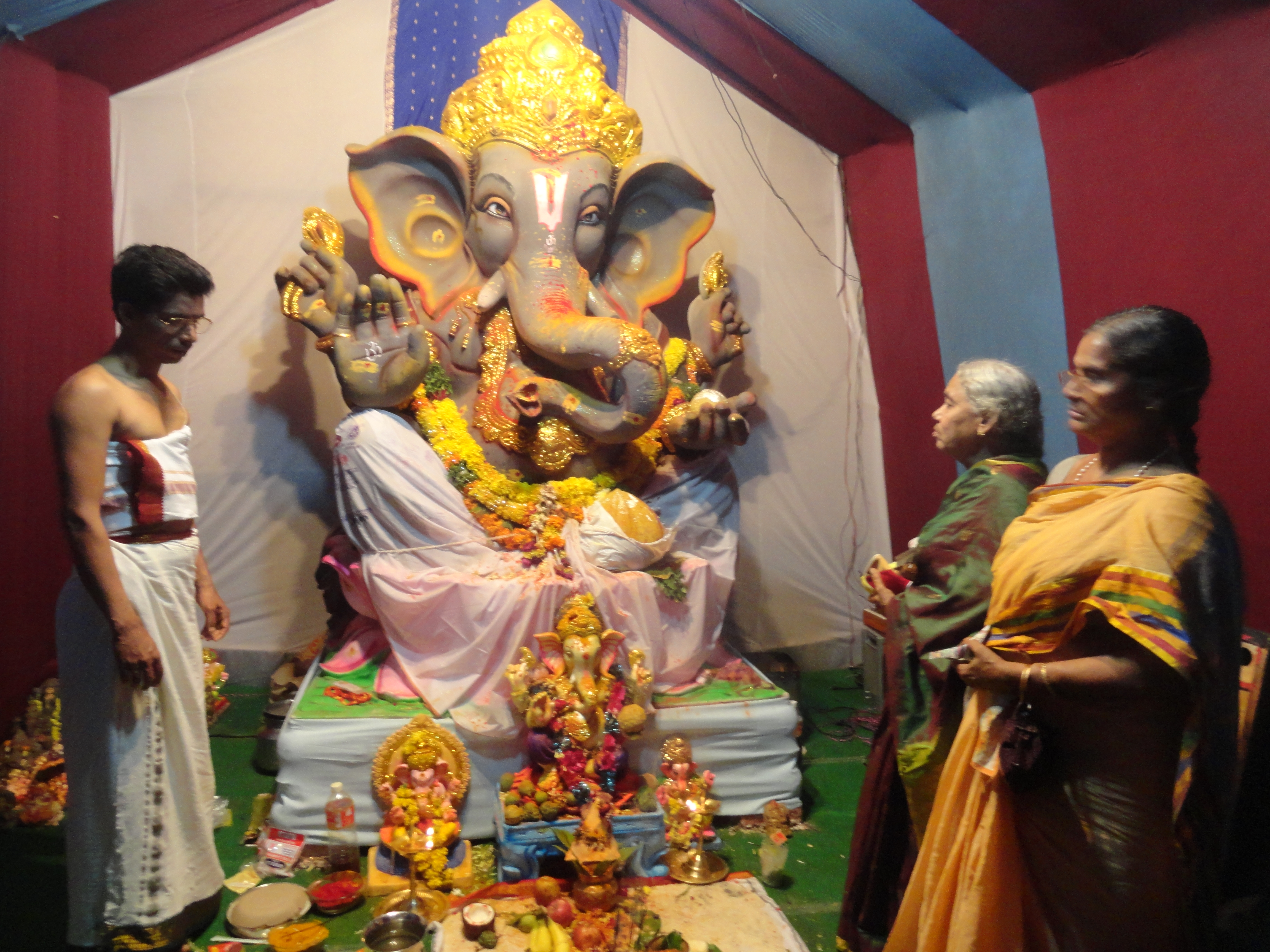
Ganeśa

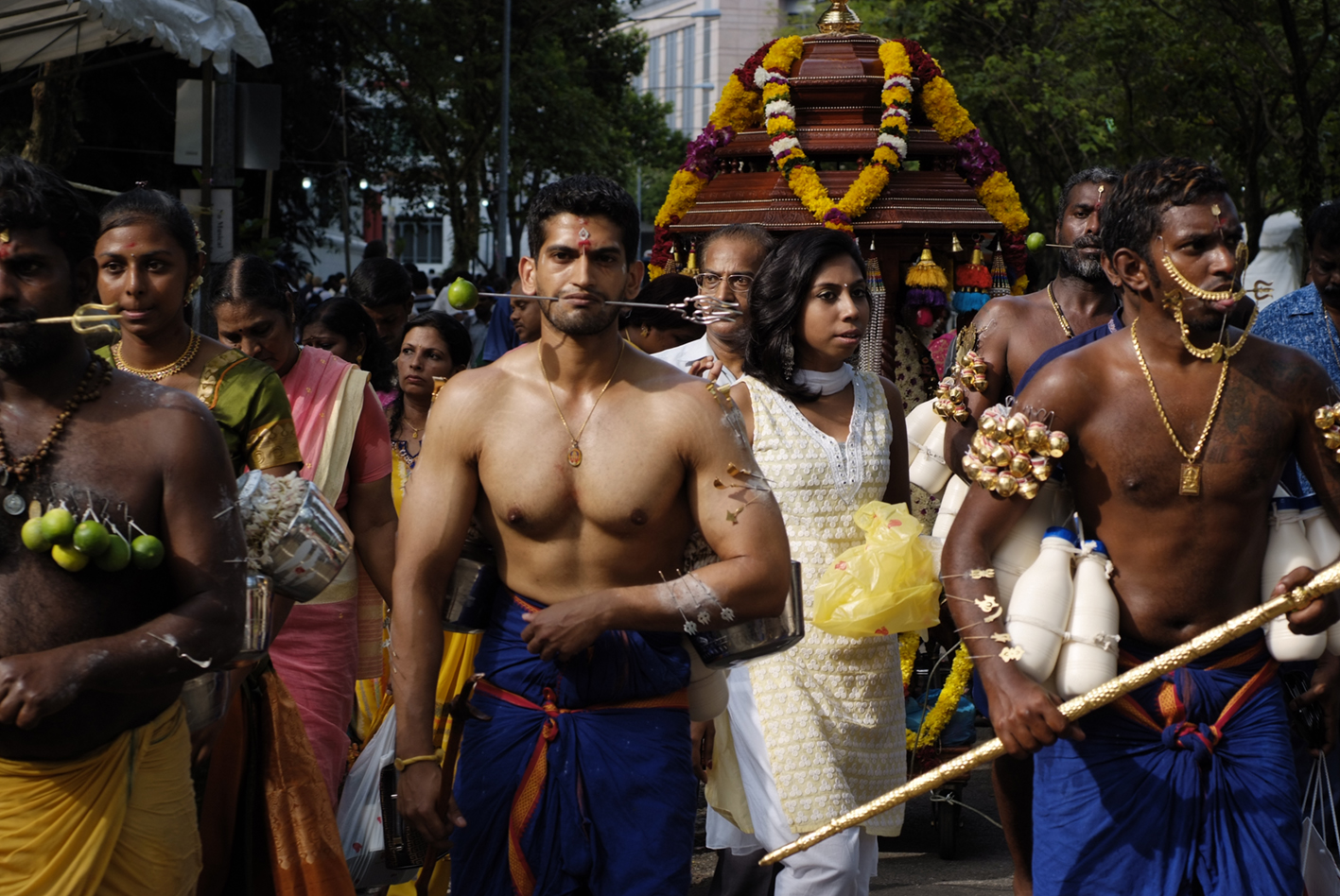
Thaipusam w Singapurze

Liczba odłamów hinduistycznych jest ogromna (ok. 10 000). Każdy z nich czci jednego konkretnego dewę lub jedną dewi czy jego/jej Awatarę (Iśta-dewa) uważając jego/ją za widzialny przejaw nieskończonego bezforemnego Brahmana. Różnią się też niektórymi założeniami filozoficzno-religijnymi. Większość odłamów hinduizmu można sprowadzić do czterech nurtów: wisznuizm (w tym krysznaizm), śiwaizm, śaktyzm oraz smartyzm. Poza tymi kierunkami wyróżnia się także neohinduizm i hinduizm reformowany. Odłamy hinduizmu:
- Wisznuizm – wisznuici są czcicielami boga nadrzędnego Wisznu. Charakterystyczne dla wisznuizmu jest bhakti, czyli oddanie bogom. Wśród wisznuitów liczną grupę stanowią krysznaici, czczący Krysznę. Wisznuizm podzielił się na cztery główne sampradaje:
  - Śri sampradaja,
  - Rudra sampradaja,
  - Brahma Sampradaja,
  - Kumara sampradaja.

Powstały też inne nurty wewnątrz tych sampradaji, stanowiące ich odnogi, a traktowane czasem jako osobne nurty. Przykładem może być gaudija wisznuizm założony przez Ćajtanję Mahaprabhu wewnątrz Brahma sampradaji.
- Śiwaizm – śiwaici czczą boga Śiwę. Dla nich ważne są praktyki takie jak: joga, medytacja, asceza, a także różne rytuały. Wyróżnia się dwa główne rodzaje śiwaizmu: śiwaizm kaszmirski (z wyraźnymi elementami monizmu) i śiwaizm tamilski (w tym drugim silne są wpływy bhaktyzmu, podobnie jak w wisznuizmie); inną ważną grupą śiwaicką jest radykalne sampradaja – lingajaci, przykładające bardzo dużo wagi do postaci Śiwy jako lingam.
- Śaktyzm – śaktowie skupiają się na oddawaniu czci żeńskiemu aspektowi bogów – twórczej energii Śakti, personifikowanej pod postacią bogiń – małżonek bogów. Świętymi pismami śaktyzmu są tantry. Charakterystyczne dla śaktyzmu jest też uznanie dla kobiety.
- Smartyzm – odłam uniwersalistyczny i monistyczny, oparty ściśle na naukach Adi Śankary. Uznają sześć bóstw: Surja, Wisznu, Śiwa, Śakti, Ganeśa i Kumaran, traktując je jako Sagun Brahman (reprezentację bezpostaciowego Brahmana), uważając, że każdy może czcić ulubione bóśtwo – Iśtadewata. Smartyści przywiązują dużo wagi do osiągania mokszy przez dźńanajogę – ścieżkę zdobywania duchowej mądrości.

Inne odłamy o znacznie mniejszej skali:
- Ganapatia – czci Ganeśa
- Saura – czci Surję
- Kaumara – czci Kumarana

Nurty, których nie da się zaklasyfikować do żadnych z tych odłamów:
- Hinduizm reformowany – dwie organizacje powstałe w XIX wieku: Brahmo Samadź i Arja Samadź.
- Neohinduizm – forma hinduizmu, która pojawiła się w XIX wieku i rozwija się do dziś. Charakterystyczne dla niej są przekonanie o równej świętości wszystkich religii, uznawanie ich doktryn za identyczne i pochodzące od tego samego boga nadrzędnego, łączenie różnych hinduistycznych ścieżek duchowych, łączenie filozofii Adwajtawedanty z bhakti, kładzenie nacisku na monoteizm, uważanie natury każdej istoty za boską, a także związek z jednym konkretnym przywódcą religijnym co wcale nie oznacza konkurencji z innymi.

## Praktyki

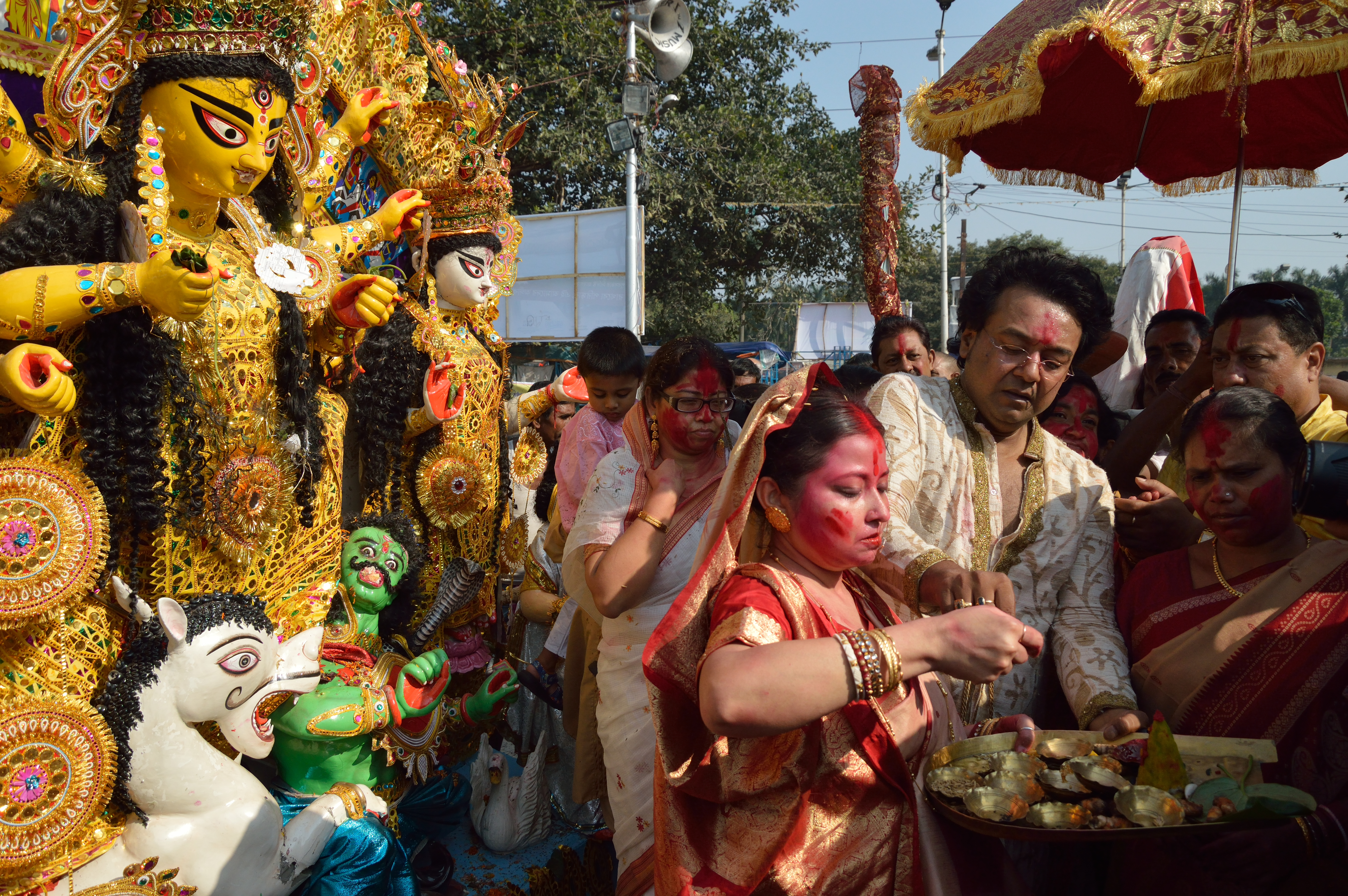
Durgapudźa w Kalkucie

W hinduizmie powszechne są praktyki religijne takie jak: pudźa, różne formy medytacji, jadźńa, powtarzanie mantr i imion bogów, wykorzystując dźapę; śpiewanie pieśni religijnych: bhadźanów i arati. Większość tych praktyk odbywa się w hinduistycznych świątyniach, czyli mandirach. Wielu hinduistów posiada również mandiry w swoich domach. Dużą rolę odgrywa też taniec. Ważne są także pielgrzymki do świętych miejsc, szczególnie nad świętą rzeką – Ganges, gdzie hinduiści praktykują rytualną kąpiel. W hinduizmie występuje wiele barwnych i długich świąt.
W hinduizmie popularną praktyką jest czytanie świętych pism tej religii – uważane jest to (w połączeniu z wprowadzeniem w życie nauk z tych ksiąg) za błogosławieństwo na drodze duchowej.
W hinduizmie istnieją rozbudowane ceremonie ślubne i pogrzebowe. Poszczególne sampradaja mają też swe własne rytuały inicjacyjne i przejściowe. Bardzo ważna jest też relacja między guru, a uczniami.

## Aspekty społeczne
W trakcie swego rozwoju hinduizm wypracował swoiste dla siebie normy pożycia społecznego oraz zasady kształtujące społeczność wyznawców i wewnętrzne relacje między wiernymi (a także w stosunek do innowierców).

### Warny

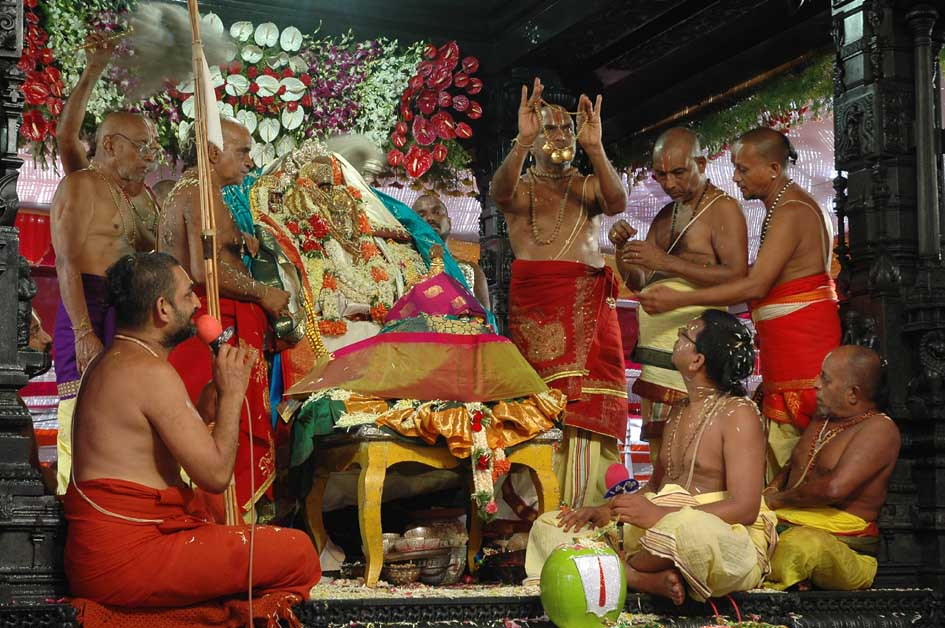
Bramini

Jednym z aspektów społecznych hinduizmu są warny, często mylone z kastami. Wskazania na ten temat znajdują się w świętych tekstach hinduizmu takich jak Upaniszady. Piszą one, że społeczeństwo powinno się dzielić na cztery warny:
1. Bramini – kapłani
2. Kszatrijowie – wojownicy i rządcy, monarchowie
3. Wajśjowie – kupcy, rzemieślnicy
4. Siudrowie – robotnicy rolni

Według świętych pism religii hinduistycznej o przynależności człowieka do danej warny decydować mogą wyłącznie jego charakter i umiejętności, nie zaś pochodzenie ani warna rodziców. Jednak w historii było wiele przypadków wyzysku na tle warnowym oraz segregacji ludzi do danych warn, na podstawie przynależności warnowej rodziców. Przywódcy religijni hinduizmu tacy jak na przykład Mahatma Gandhi sprzeciwiali się temu właśnie wyzyskowi.
Bhagavadgita wymienia także obowiązki spoczywające na przedstawicielach tych warn oraz cechy, którymi się powinni odznaczać:
Powołania braminów, ksztrijów, wajszjów i śudrów, o wrogów zwycięzco, wyznaczone zostały zależnie od właściwości z ich własnej, wewnętrznej zrodzonych natury. Pogoda, spokój, samoopanowanie, wysiłek wewnętrzny, czystość, przebaczenie, wyrozumiałość, prawość, a także mądrość i wiedza, wiara w duchowe prawdy, oto Dharma Bramina płynąca z jego własnej natury. Dzielność, męstwo, hart, dostojeństwo, silna wola, szybkość decyzji, zręczność, stanowczość, a także niezdolność do ucieczki z pola bitwy; szlachetność, hojność, wielkoduszność oraz dar rządzenia – oto powołanie Kszatrii, z jego własnej płynące natury. Uprawa roli, hodowla bydła, handel, przemysł i rzemiosło, oto Wajszji zadania, z jego własnej wynikające natury; zaś praca fizyczna i służba, to naturalne Śudry zadanie, z jego wrodzonych wynikające skłonności (Bhagawadgita 18:41-44).

### Rodzina

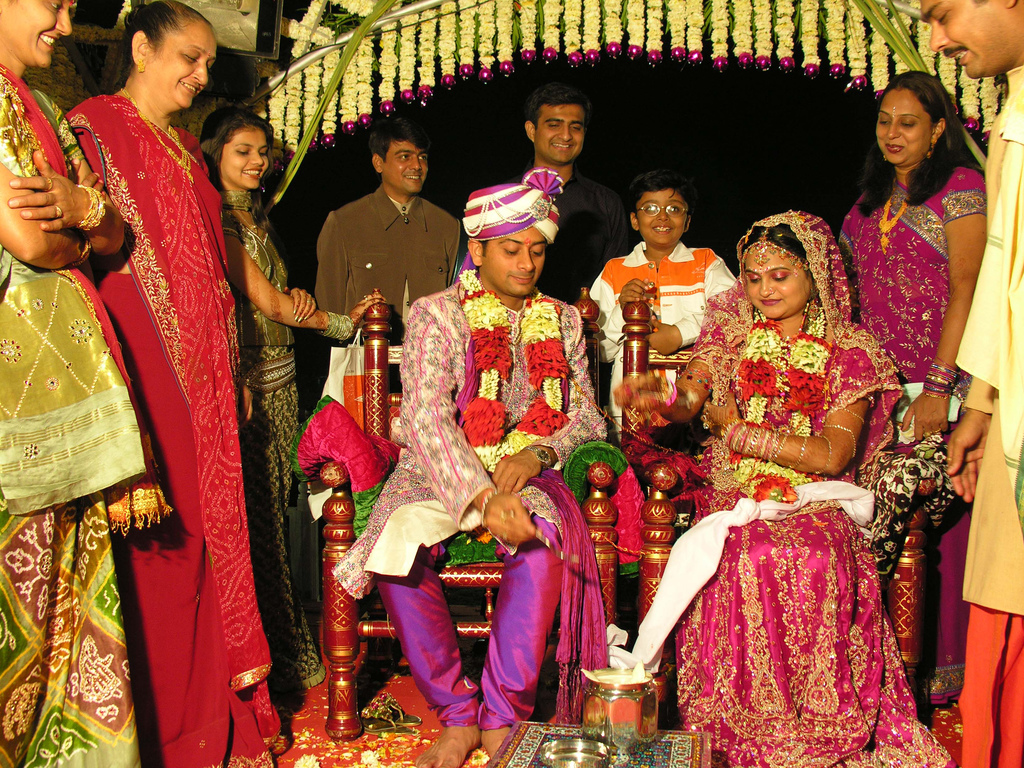
Ślub hinduski

Według hinduizmu celem zawierania małżeństw jest podtrzymanie społeczeństwa, wzajemna opieka i wydawanie na świat potomstwa. Zgodnie ze świętymi pismami hinduizmu obowiązkiem żony jest oddanie i służba mężowi, a męża opieka i ochrona żony. Dzieci natomiast są zobowiązane służyć i szanować rodziców, a szczególną opieką otaczać ich gdy się zestarzeją.
Hinduizm zakazuje małżeństw między członkami różnych warn i uważa je za degenerację społeczną.

### Zwierzęta
Hinduizm zakazuje krzywdzenia wszelkich istot czujących. Święte pisma tej religii nakazują wegetarianizm i twierdzą, że każdy kto spożywa, a nawet ma udział w przygotowywaniu mięsa, popełnia grzech zabicia zwierzęcia, z którego to mięso pochodzi.
W wyjątkowych przypadkach dopuszczane jest jednak zabicie drapieżnika, w obronie własnej lub cudzej bądź w celu utrzymania równowagi w przyrodzie. Zadanie to jednak przeznaczone jest wyłącznie dla kszatriów.

#### Święte krowy

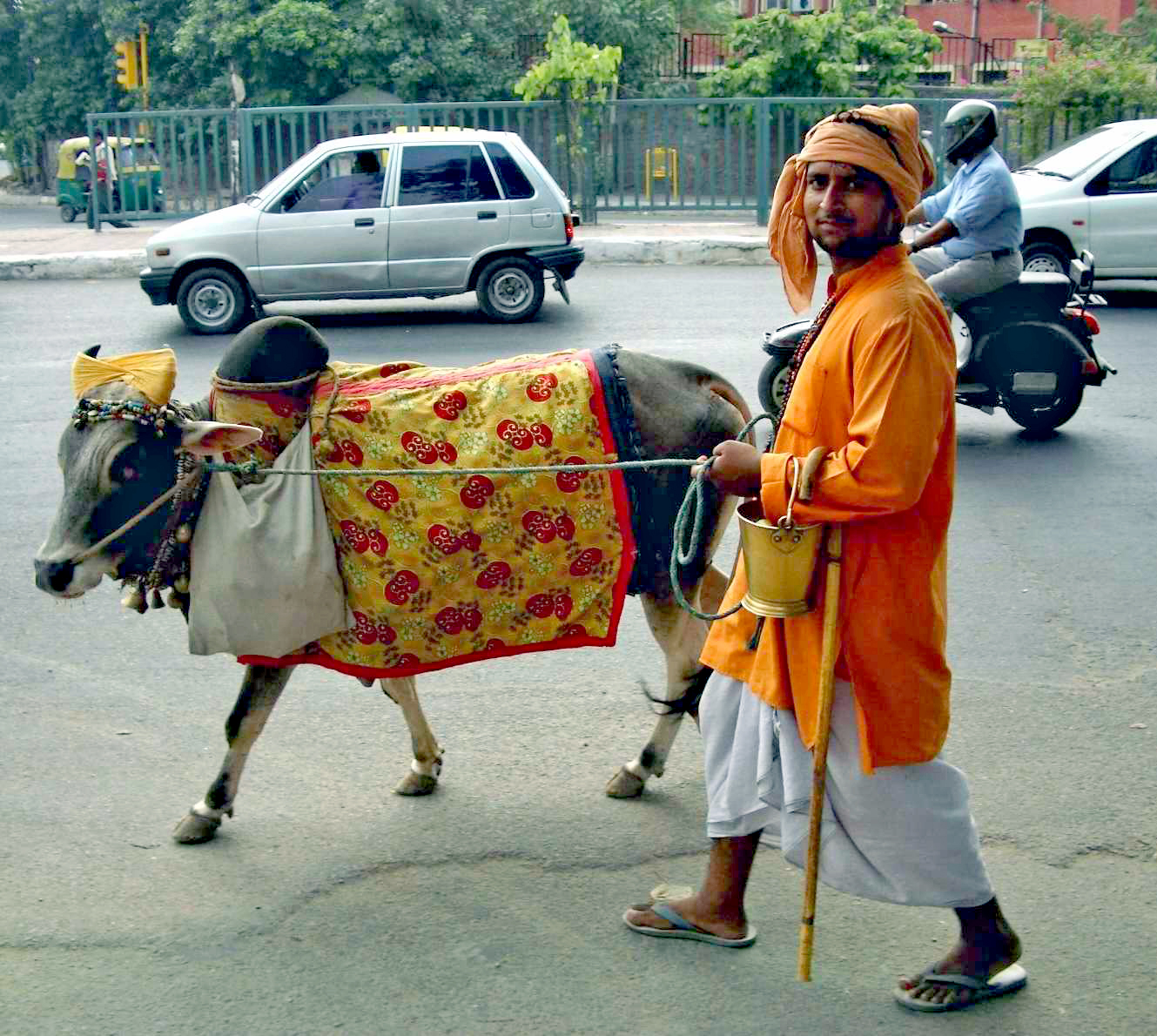
Krowa spacerująca po ulicy w Delhi

Z największym szacunkiem hinduiści traktują bydło domowe. W hinduizmie bydło jest gatunkiem zwierzęcia wielce szanowanym. Już w Rygwedzie przypisywano mu boskie pochodzenie. Święte pisma hinduizmu traktują krowy jako podtrzymujące życie (ponieważ ich mleko było bardzo ważnym elementem diety dla wielu ludzi). Religia hinduistyczna zakazuje spożywania wołowiny i zdecydowana większość hinduistów tego unika.
Obecnie ubój krów jest zakazany w większości indyjskich stanów.

## Hinduizm a kultura

### Filozofia

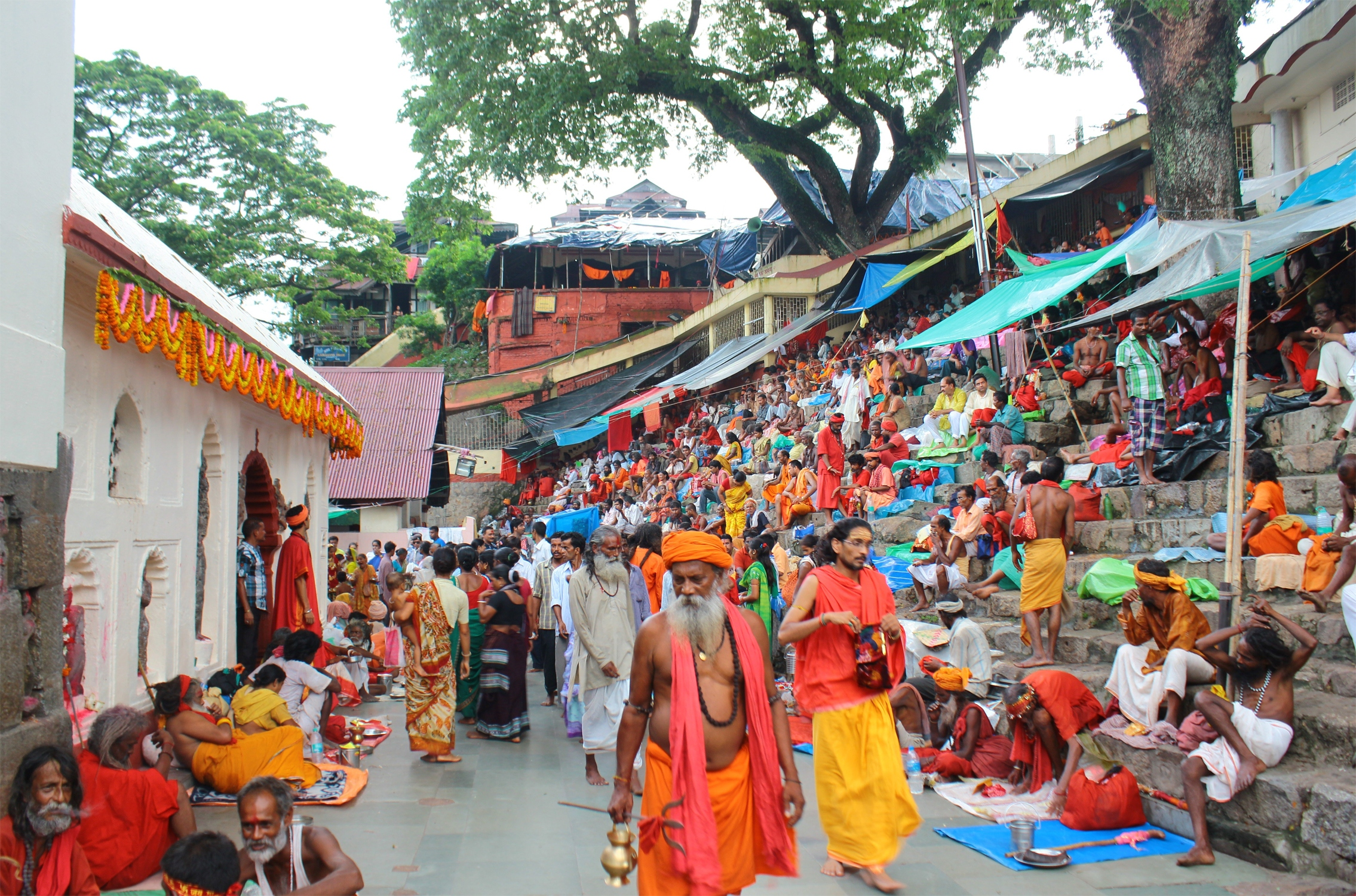
Sadhu

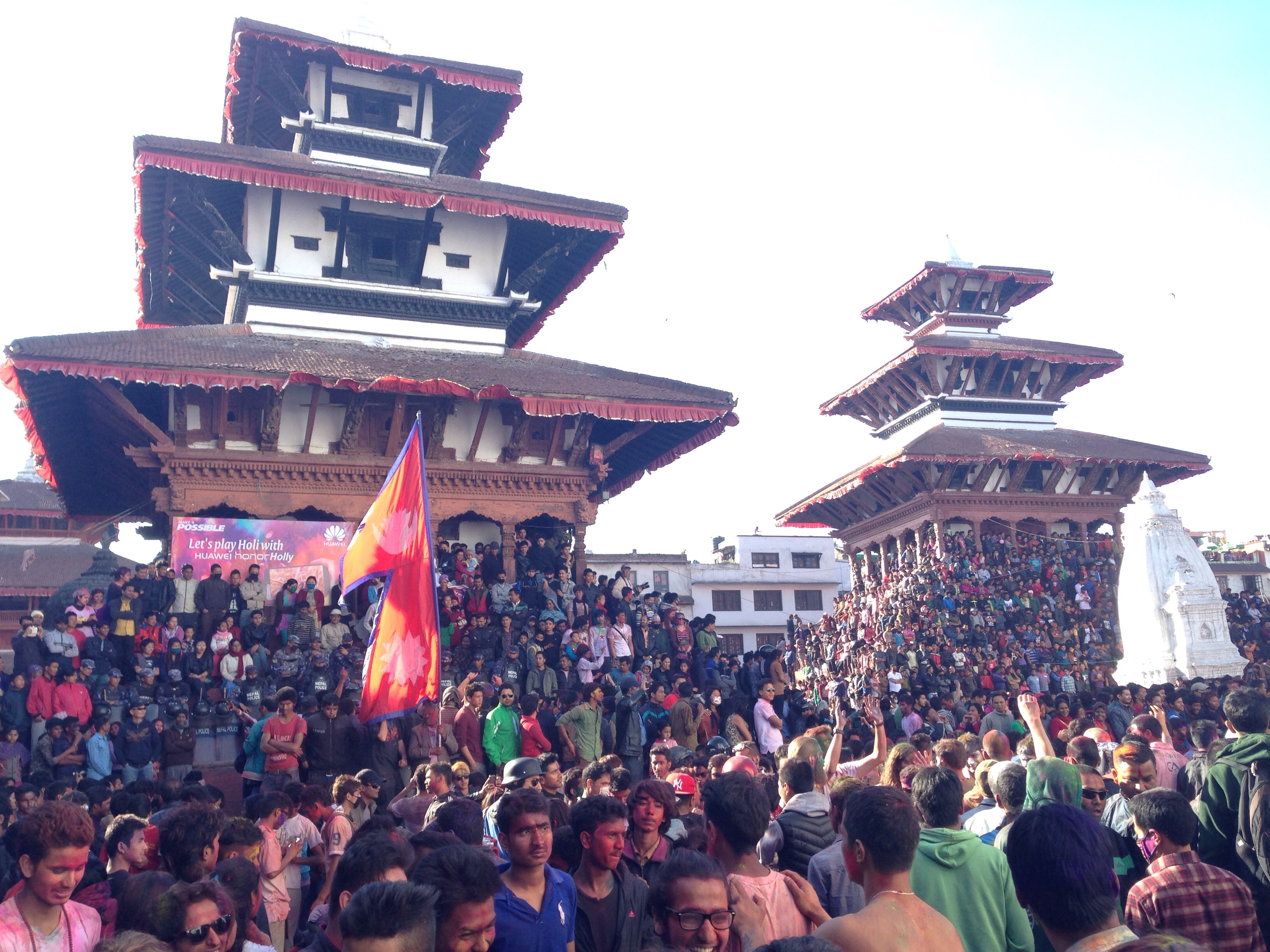
Festiwal Holi w Nepalu

Pojęcie filozofii w hinduizmie (darśana) jest ściśle związane z tą religią. Jest ona zarówno początkiem wywodów filozoficznych, współtworzy metody filozoficzne; cel filozofii jest również religijny – zdobycie wiedzy (widji) o świecie oraz poznanie sposobu na wyzwolenie się z kręgu samsary. Punktem wyjścia większości kierunków filozoficznych hinduizmu jest rytuał i ofiara mające swój początek jeszcze w Wedach. Rytuał jest tu odbiciem boskiego świata (i jego porządku) na ziemi, a jego dokładne zrozumienie zarówno na podłożu dosłownym, jak i alegorycznym są drogą do zrozumienia i wyzwolenia.
Sześć ortodoksyjnych szkół/systemów filozoficznych w hinduizmie to: wedanta (dzieli się na sześć głównych szkół: adwajta, szkołę monistyczną, założoną przez Śankarę ok. ósmego wieku, uznającą nierealność świata i absolutną jedność atmana, czyli jaźni jednostkowej i Brahmana - boga nadrzędnego; wiśisztadwajta – założona przez Ramanudźę w XI i XII wieku, głosząca odrębność duszy jednostkowej i bogów, zgodnie z której jest jedna rzeczywistość, dzieląca się na bogów, dusze i materie, kładąca nacisk na bhakti jako na drogę do bogów; dwajta – założona przez Madhwę, głosząca całkowitą odrębność dusz, bogów i materii, też przywiązująca wagę do bhakti; dwajtadwajta – założył ją Nimbarka, kluczową rolę odgrywa bhakti jako droga do bogów, świat i dusze są jednocześnie różne i tożsame z bogami, podobnie jak Słońce i jego promienie, dusza jednostkowa stanowi jedno z bogami; śuddhadwajta – stworzył ją Wallabha w XIV i XV w., kładzie nacisk na bhakti, jego nauka jest bardzo zbliżona do monizmu Śankary; aćintja bhedabheda – system ten stworzył Ćajtanja Mahaprabhu, centralną rolę w nim zajmuje bhakti, stanowi syntezę wcześniejszych systemów wedantyjskich) mimansa (przywiązująca wagę do spełniania rytuałów wedyjskich i przestrzegania ich wskazań jako na drogę do zbawienia), sankhja (głosząca dualizm pramaterii – prakryti – ducha – puruszy; uważa, że wszechświat składa się z trzech gun: sattwa – czystej, radźas – namiętnej i thamas – otępiałej; sankhja opisuje kolejno proces ewolucji wszechświata od momentu stworzenia) joga (opiera się na sanhji; zajmuje się systemem praktyk duchowych, mających doprowadzić do mokszy), njaja i waiśeszika (njaja to system logików, który stworzył zaawansowany system logiczny, mający w Indiach szerokie zastosowanie; wajsieszika to system głoszący atomizm, dualizm i pluralizm – uważa, że każda istota tworzy odrębny byt).

### Literatura
Najwcześniejsze, a zarazem największe dzieła literatury indyjskiej były ściśle związane z hinduizmem – począwszy od Wed, potem literatura sanskrycka (szczególnie dwa eposy: Mahabharata i Ramajana, ten pierwszy jest największym dziełem literatury światowej; także liczne Purany oraz księgi takie jak Manusmryti), aż do literatury w indyjskich językach lokalnych. Wczesnośredniowieczna literatura tamilska wykazuje silne tendencje bhaktyjskie. Także liczne dzieła bengalskie są ściśle hinduistyczne – nie można pominąć współczesnego poety, pisarza, noblisty bengalskiego – Rabindranatha Tagore, cieszącego się światowym autorytetem. Również literatury tworzone w wielu innych językach Indii, jak marathi, telugu, malajalam. W różnych częściach subkontynentu indyjskiego powstawały tłumaczenia ważnych tekstów hinduistycznych (takich jak Ramajana) na języki lokalne.

### Muzyka i taniec

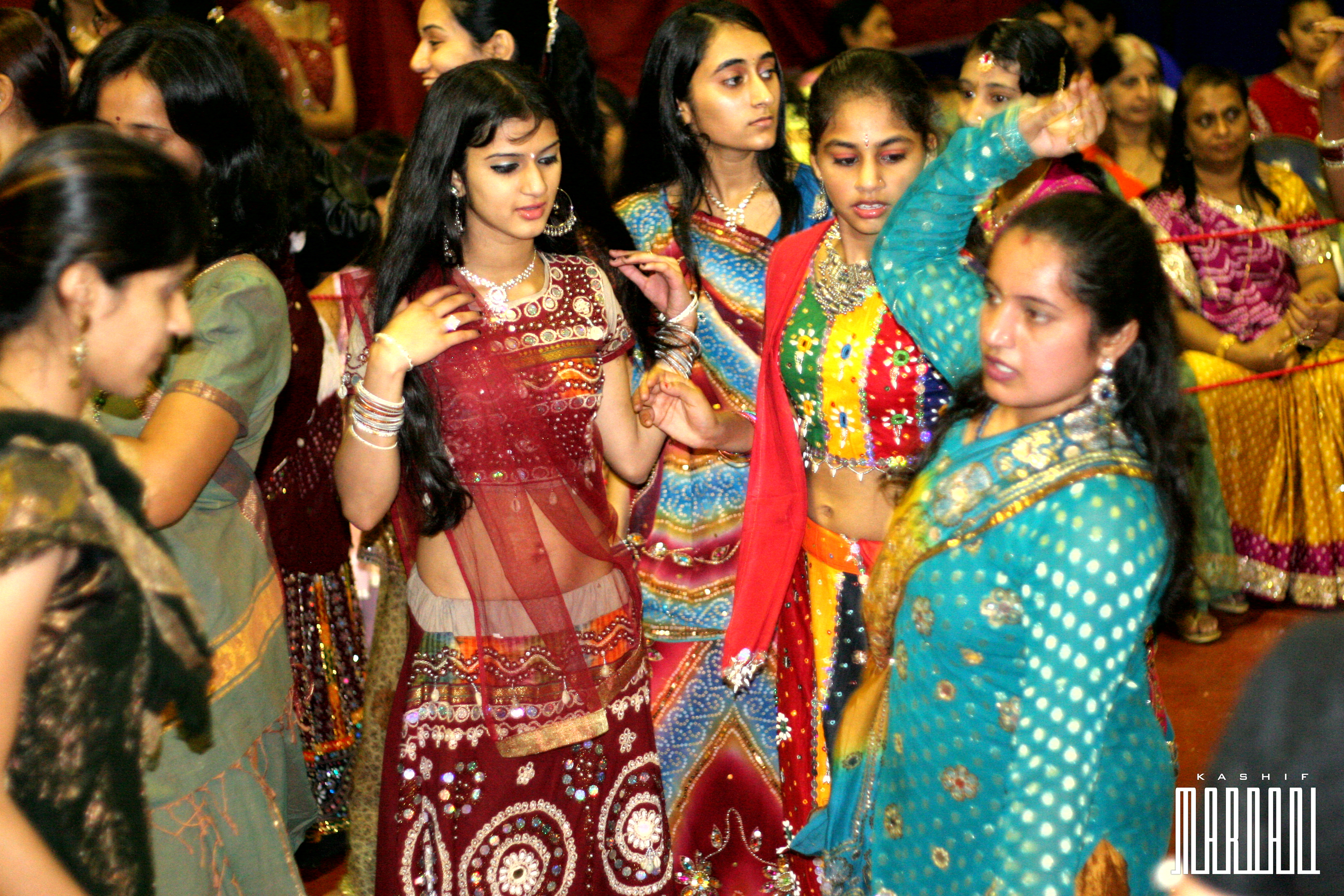
Nawaratri

Już od najdawniejszych czasów taniec indyjski i związana z nim symbolika miały wyraźne korzenie religijne. Teoria tańca została sklasyfikowana w traktacie hinduskim Natjaśastra. Tańce rozwijające się w różnych częściach Indii miały wyraźne elementy bhakti, wykonywane do celów kultowych. Z czasem jednak tańce rozszerzono na tańce świeckie.
Muzyka indyjska także wywodzi się z hinduizmu, dokładniej to z tradycji Rygwedy i Samawedy. Wiedza o muzyce i jej zasady również zostały dokładnie opisane w tekście Natjaśastra.

## Wpływ na inne religie
Od czasów swoich początków hinduizm silnie oddziaływał na sąsiednie i wywodzące się z niego religie. Wpływy te miały zwykle charakter wzajemnych oddziaływań. Z terenów geograficznych zdominowanych przez hinduistów wywodzą się dźinizm, buddyzm, adźiwikowie, sikhizm i kilka innych religii, które z różnych względów nie są uznawane za wyznania w pełni hinduistyczne.
Pierwsze dwie założone były przez hinduistów i mają wiele wspólnych elementów z hinduizmem: wiara w karmę, reinkarnację, dążenie do wyzwolenia oraz podobną etykę (jednak nie identyczną; np. etyka dźinijska jest bardziej surowa). Zdarzało się nawet, że uważane były za odłamy hinduizmu. Nie bazują jednak na Wedach (ani na innych świętych pismach hinduizmu) co sprawia, że nie mogą być kultami hinduistycznymi. Dodatkowo uznają innych świętych oraz nie występują w nich hinduistyczne dewy. Adźiwikowie natomiast odłączyli się od dźinizmu (w pierwszych latach tejże religii – jeszcze za życia jej założyciela – Mahawiry) i głoszą oni fatalizm, sądząc, że każda dusza i tak osiągnie oświecenie niezależnie od czynów, co jest sprzeczne z nauką hinduizmu (oraz dżinizmu).
Sikhizm również założony był przez hinduistę – Nanaka oraz zawiera liczne elementy hinduizmu: typowo wisznuickie bhakti, karma, reinkarnacje, oraz wiarę, że świat to tylko maja. W dodatku Sri Guru Granth Sahib została spisana częściowo przez świętych hinduizmu. Podstawą sikhizmu jest jednak autorytet Sri Guru Granth Sahib, a nie świętych pism hinduizmu, ponadto sikhowie uznają innych świętych i przywódców duchowych, czczą wyłącznie nadrzędnego nieskończonego boga oraz nie oddają czci awatarom.
Wpływ hinduistyczny dostrzec można także w sufizmie. Część sufitów indyjskich inspirowała się duchową tradycją jogi. Charakterystyczne dla niektórych kierunków sufizmu indyjskiego (zwł. maharasztryjskiego) było łączenie tradycji i religii hinduistycznej i muzułmańskiej.
Niektóre dewy i dewi hinduistyczne (np. Ganeśa, Saraswati) przedostały się poza Indie do rejonów takich jak Tybet, Chiny, Azja Południowo-Wschodnia, Indonezja, a nawet Japonia i pojawiły się (choć w nieco zmienionej formie) w religiach tamtejszych narodów.
Zaratusztrianizm – jego święta księga Zend Awesta – wywodzi się z tego samego rdzenia – aryjskiego – co hymny wedyjskie i wykazuje do nich wiele podobieństw.